# Ночная слежка
«Ночная слежка» (англ. Night Eyes) — американский эротический фильм-триллер 1990-го года, снятый по сценарию Эндрю Стивенса, который также исполнил главную роль и выступил продюсером. Благодаря этому фильму и последующим продолжениям, Стивенс стал одной из ключевых фигур в жанре, а сам фильм стал эталонным представителем эротического триллера.
Фильм был снят всего за месяц осенью 1989-го года.

## Сюжет
Никки Уокер, жена эксцентричного поп-певца Брайана Уокера, собирается подать на развод из-за многочисленных романов мужа. Том Майклсон, адвокат певца, привлекает частного детектива Уилла Гриффита для сбора доказательств супружеской неверности самой Никки. Уилл начинает слежку за Никки, однако очень скоро он заводит роман с ней и приходит к выводу, что Никки нужно защищать от Брайана. В акте самообороны Уилл невольно убивает Брайана, который в порыве ярости собирался расправиться с парочкой. Вскоре до Уилла доходит, что его использовали с самого начала. Теперь ему предстоит доказать свою невиновность полиции.

## В ролях
- Эндрю Стивенс — Уилл Гриффит, частный сыщик
- Таня Робертс — Никки Уокер, неверная супруга Брайана
- Стивен Медоуз — Майкл Винсент, киноактёр и один из любовников Никки
- Пол Карр — Том Майклсон, адвокат Брайана
- Уорвик Симс — Брайан Уокер, поп-певец и муж Никки
- Купер Хукаби — Эрни Гриффит, брат Уилла и его напарник
- Ларри Пойндекстер — Бард Голдштейн
- Чик Веннера — Шапиро

## Продолжения
Впоследствии было снято три фильма-сиквела с участием Эндрю Стивенса.